# EHC Netphen ’08
Der EHC Netphen ’08 ist ein deutscher Eishockeyverein aus Netphen im Siegerland. Er wurde 2008 gegründet und spielt von 2013 bis 2017 in der Bezirksliga NRW.

## Geschichte
In der Tischtennis-Gemeinschaft 1957 Netphen wurde 1977 eine Eissportabteilung gegründet, 1979 benannte sich der Verein in Tischtennis- und Eissportgemeinschaft 1957 Netphen um. 1981 trennte spalte sich der Verein auf und die Eissportabteilung wurde zum EHC Netphen. Von 1987 bis 1991 spielte der Verein in der Regionalliga West, in der er meist Plätze im hinteren Mittelfeld belegte. 1986 spaltete sich die Damenmannschaft unter dem Namen EF Netphen ab, löste sich aber 2008 auf. Nach Abschluss der Saison 1990/91 wurde die Herren-Mannschaft aus der Regionalliga zurückgezogen und der Verein aufgelöst. 
Im August 1991 wurde der EC Siegerland als Nachfolgeverein gegründet. Dessen Mannschaften spielten bis zum Ende der Saison 2008/09 in den Ligen des Landeseissportverbandes Nordrhein-Westfalen.
Im Sommer 2008 wurde aus der 1b-Mannschaft des EC Siegerland heraus unter dem Namen EHC Netphen ’08  ein neuer Eishockeyverein gegründet. Dieser nahm ab Januar 2009 am Landesliga-Pokal NRW teil. Im Sommer 2009 wurde der EC Siegerland aufgelöst und dessen Nachwuchsmannschaften schlossen sich dem EHC Netphen ’08 an.
In der Saison 2009/10 nahm die Mannschaft am regulären Spielbetrieb der Landesliga teil und schaffte dort zunächst die Qualifikation für den Verbandsligapokal. Die Finalspiele gegen den späteren Sieger EHC Krefeld endeten 2:12 und 8:3. Zudem schaffte der junge Verein den Aufstieg in die Regionalliga zur Saison 2010/11. Dort erreichte das Team im Februar 2011 als Tabellendritter die Qualifikation zur Aufstiegsrunde an der Oberliga für die Spielzeit 2011/12. Die Mannschaft schloss die Aufstiegsrunde als Achter ab und verpasste somit die sportliche Qualifikation für die dritthöchste Spielklasse. Nach Verzichtserklärungen der feststehenden Teilnehmer für die Spielzeit 2011/12 erklärte sich der Verein bereit, in die Oberliga nachzurücken. Dort stieg man jedoch umgehend wieder ab und trat in der Saison 2012/13 erneut in der Regionalliga an. Hier belegte man zum Abschluss der Vorrunde Platz 6 und konnte somit sportlich die Klasse halten, jedoch zog sich der Verein zur Saison 2013/14 in die Bezirksliga zurück.
Aufgrund des Ausfalls des Eisstadion Netphens kurz vor Beginn der Saison 2017/18 wurden die Mannschaften des EHC vom Eissportverband NRW vom Spielbetrieb ausgeschlossen. 
Infolgedessen musste für den Verein das Insolvenzverfahren eröffnet werden, in welchen auf Antrag des Insolvenzverwalters der Verein aus dem Vereinsregister gelöscht werden soll.
Die Mitglieder des EHC stimmten für den Fortbestand des EHC Netphen 08.

## Platzierungen

### EHC Netphen
| Saison  | Liga              | Platz | Tore    | Punkte |
| ------- | ----------------- | ----- | ------- | ------ |
| 1987/88 | Regionalliga West | 7.    | 089:248 | 10:46  |
| 1988/89 | Regionalliga West | 6.    | 080:101 | 11:21  |
| 1989/90 | Regionalliga West | 5.    | 143:206 | 21:35  |
| 1990/91 | Regionalliga West | 7.    | 178:217 | 21:33  |

### EHC Netphen ’08
| Saison  | Liga            | Platz | Tore    | Punkte |
| ------- | --------------- | ----- | ------- | ------ |
| 2009/10 | Landesliga      | 1.    |         |        |
| 2010/11 | Regionalliga    | 3.    | 113:099 | 39     |
| 2011/12 | Oberliga West   | 12.   | 035:234 | 3      |
| 2012/13 | Regionalliga    | 6.    | 067:76  | 28     |
| 2013/14 | Bezirksliga NRW | 2.    |         |        |
| 2014/15 | Bezirksliga NRW | 1.    |         |        |
| 2015/16 | NRW-Liga        | 8.    |         |        |
| 2016/17 | Bezirksliga NRW | 1.    | 164:62  | 51     |